# Пот, Хендрик Герритс
Хендрик Герритс Пот (нидерл. Hendrik Gerritsz Pot; ок. 1580, Амстердам — 15 октября 1657, Амстердам) — голландский живописец «Золотого века Нидерландов», жил и работал в Амстердаме и Харлеме, где был офицером милиции (militia), или голландских стрелков (schutterij). Голландский художник Франс Халс изобразил Пота в милицейском поясе в картине «Офицеры ополченческой роты Святого Адриана» (1633; крайний справа — Пот, читающий книгу).

## Жизнь и творчество
Ранние годы Пот провёл в Амстердаме и Харлеме. В 1632 году он отправился в Лондон, где писал портреты членов королевской семьи. С 1633 по 1648 год жил в Харлеме, после чего переехал в Амстердам. В 1626, 1630 и 1635 годах он был деканом харлемской гильдии Святого Луки, а в 1634 и 1648 годах — старостой гильдии (Hoofdman). Скончался в Амстердаме.
Пот, вероятно, был учеником Карела ван Мандера, как и Халс, и они оказали влияние друг на друга. Пот писал аллегорические композиции, групповые портреты, как например «Офицеры и сержанты Гражданской гвардии Святого Адриана после выхода в отставку в 1630 году». В Лондоне Поту было поручено написать портреты короля Карла I и королевы Генриетты Марии, ныне они хранятся в Королевской коллекции (1632).
Живописец также работал в характерном для Голландии XVII века жанре, условно называемом «весёлыми компаниями». К этому жанру относятся его картина 1635 года «Портрет молодой женщины» и сопутствующее произведение, ныне утерянное, а также работа 1630 года «Веселая компания за столом». Обе картины содержат несколько легко читаемых атрибутов, связанных с чувственной символикой. Действие картины «Весёлая компания за столом» происходит в борделе — популярная тема в голландской жанровой живописи.
Другая тема художника — красота, старость и смерть. Кульминацией этой темы является его известное произведение «Аллегория Бренности» (Ванитас), обычно называемое просто «Тщеславие», которое также содержит мотивы и символы чувственной любви. Другими известными работами являются «Потрясающее введение», «Коллекционер монет» и «Повозка дураков Флоры», в которых Хендрик Пот иронизировал по поводу зарождающейся торговли тюльпанами, когда в течение короткого времени луковицы цветов продавались на развес.

## Галерея
- Офицеры и сержанты Гражданской гвардии Святого Адриана после выхода в отставку в 1630 году. 1630. Холст, масло. Музей Франса Халса, Харлем
- Король Англии Карл I и Генриетта Мария с сыном Чарлзом, принцем Уэльским. Ок. 1632. Королевская коллекция, Лондон
- Повозка дураков Флоры. Между 1637 и 1638. Дерево, масло. Музей Франса Халса, Харлем
- Аллегория бренности. Между 1628 и 1638. Дерево, масло. Музей Франса Халса, Харлем
- Портрет Андриса Хуфтмана. Ок. 1633. Дерево, масло. Музей Конде, Шантийи
- Весёлая компания. 1620-е. Дерево, масло. Частное собрание
- Сцена в борделе. Ок. 1627. Дерево, масло. Частное собрание